# Масленников, Леонид Борисович
Леонид Борисович Масленников (18 марта 1932, Калуга — 25 декабря 2000, Москва) — российский инженер, конструктор, учёный, специалист в области управления и наведения зенитных управляемых ракет.

## Биография
Окончил Московский авиационный институт (1956).
В 1956—1969 инженер, старший и ведущий инженер в МКБ «Факел» Минавиапрома (г. Химки Московской области).
В 1969—2000 гг. работал во ВНИИ «Альтаир» (до 1972 г. — Всесоюзный научно-исследовательский институт радиоэлектроники — ВНИИРЭ): начальник лаборатории, начальник отдела, заместитель главного инженера, директор института (1978—1986), генеральный конструктор, заместитель директора по научной работе — директор научно-технического комплекса, заместитель директора — генеральный конструктор по направлению, советник генерального директора.
Участник испытаний первых советских ЗУР. Внес большой вклад в разработку и внедрение на кораблях ВМФ ЗРК «Штиль» и ЗРК ближнего рубежа «Клинок». Один из авторов методов расчета эффективности поражения целей зенитными управляемыми ракетами.
Кандидат технических наук (1967), доцент (1985).

## Награды и премии
Лауреат Государственной премии СССР 1985 года. Награждён орденом «Знак Почёта» (1977) и тремя медалями.